# Янтык (блюдо)
Янтык, тыгъыз янтык, аяклык-чиберек (крымскотат. Yantıq) – блюдо из пресного теста с бараньим или говяжьим фаршем и острыми приправами, зажаренный на сковороде, в отличие от чебурека, без жира. Одно из основных национальных блюд крымскотатарской кухни.

## Приготовление
Из муки, воды и соли замешивают крутое тесто, выдерживают 30 мин и раскатывают до толщины 2 мм. Из теста вырезают круги, смазывают края яйцом, а на середину кладут фарш. 
Один край загибают, придавая чебуреку форму полумесяца. Для фарша жирную баранину очищают от костей и сухожилий, затем вместе с жареным луком пропускают через мясорубку, добавляя соль, перец, воду, и всё это хорошо перемешивают. Изделие жарят без жира. Готовый горячий янтык смазывают сливочным маслом с двух сторон.
Янтык употребляют без помощи столовых принадлежностей.
Янтык, начинённый брынзой, называется пенирли (крымскотат. penirli - «из сыром»).